# Al-Walid ibn Jazid
Al-Walid Ibn Jazid, arab. الوليد بن يزيد, (ur. ? – zm. 15 kwietnia 744 w Al-Bachra nieopodal Palmyry) – jedenasty kalif z dynastii Umajjadów, panujący od lutego 743 aż do śmierci, oraz poeta arabski uważany za prekursora poezji epoki Abbasydów.
Był synem kalifa Jazida (720 – 724) i Ummy al-Hadżdżadż Zajnab, córki Muhammada Ibn Jusufa, brata słynnego Hadżdżadża. Wyznaczając na następcę swojego brata Hiszama (724 – 743) Jazid zastrzegł, że z kolei jego sukcesorem będzie Al-Walid.
Hiszam, mimo że przez pewien czas próbował zapewnić sukcesję swoim synom, ostatecznie pogodził się z faktem, iż to Al-Walid będzie jego następcą. Mimo to był zdegustowany jego stylem życia i pomniejszył jego apanaże oraz ukarał niektórych z jego towarzyszy. W rezultacie Al-Walid wycofał się z dworu i zainstalował się w odosobnionej pustynnej rezydencji.
Po odebraniu przysięgi wierności (baja) w Damaszku Al-Walid przebywał wyłącznie w odległych pustynnych pałacach, lekceważąc swoje administracyjne obowiązki i oddając się przyjemnościom, co pozwalało na rozprzestrzenianie się plotek na jego temat i niekontrolowane organizowanie się opozycji. Historie o rozwiązłości i piciu wina przez kalifa były być może przesadzone, ale pozwalały one przeciwnikom Al-Walida twierdzić, że powinien on być zdjęty z tronu jako prowadzący życie niegodne muzułmanina. Nowy kalif od początku zetknął się z opozycją w stosunku do swojego panowania i jeszcze podsycił ją swoimi działaniami. Popierał plemienne ugrupowanie Kajsytów i nominując jego członków na najwyższe stanowiska w państwie zantagonizował przeciwko sobie rywalizujących z Kajsytami Jemenitów. Głośnym echem odbiła się zwłaszcza sprawa potraktowania powszechnie szanowanego dawnego namiestnika Iraku, Chalida Ibn Abd Allaha al-Kasriego, którego uważano za pro-Jemenitę. Gdy odmówił on uznania nominacji dwóch małoletnich synów Al-Walida na jego następców kalif sprzedał go jego wrogowi i następcy na stanowisku namiestnika, Jusufowi Ibn Umarowi, ten zaś poddał go torturom, w wyniku których Chalid zmarł. Al-Walid kazał także wybatożyć i uwięzić swojego, jak się wówczas wydawało, najgroźniejszego rywala, syna Haszima Sulajmana, oraz przedsięwziął wrogie kroki także w stosunku do innych zagrażających jego pozycji Umajjadów.
W rezultacie tych działań utworzyła się szeroka antykalifacka koalicja złożona z niezadowolonych członków rodu Umajjadów oraz rodziny Chalida Ibn Abd Allaha al-Kasriego i innych przywódców Jemenitów, na której czele stanął kuzyn Al-Walida Jazid Ibn al-Walid. Podczas gdy Al-Walid nadal przebywał w swej pustynnej rezydencji, rebelianci zajęli Damaszek i obwołali Jazida kalifem. Wkrótce potem siły ekspedycyjne wysłane przez Jazida dotarły do rezydencji Al-Walida w Al-Bachrze, na  południe od Palmyry. Tutaj, po krótkim oblężeniu, Al-Walid miał zginąć, według At-Tabariego 15 kwietnia 744 roku.
"Jakkolwiek o złym losie jako kalif, Al-Walid osiągnął nieprzemijającą sławę jako jeden z najbardziej oryginalnych poetów w historii arabskiej literatury". Był także utalentowanym muzykiem i kompozytorem, który układał niektóre ze swoich wierszy do muzyki, co musiało wpłynąć na jego poetycką technikę. Nie musząc zadowalać patrona, Al-Walid postępował zgodnie z własnym upodobaniem i nieskrępowaną kreatywnością. Reputacja Al-Walida jako poety polegała nie na tradycyjnej kasydzie, ale ghazalu. Jego wiersze są zazwyczaj krótkie (4 do 8 wersów) i pieczołowicie skonstruowane na różnych poziomach językowych. Metrum jest niezwykle zróżnicowane i jego wiersze wyróżnia szczególny rytm i muzykalność, nieznane wcześniejszej poezji arabskiej.
Al-Walid w swojej poezji kontynuował tradycje Umara Ibn Abi Rabi'a oraz Dżamila al-Uzriego. Pod względem formalnym jego ghazale wykazują wpływ Umara, jednak ich melancholijny nastrój i pełna pasji w stosunku do ukochanej treść zaczerpnięte są z poezji uzryckiej, do której Al-Walid dodał elementy życia dworskiego i zabawy. Najważniejszym tematem wierszy Umajjady była miłość do Salmy, siostry jego żony, która zmarła wkrótce po tym gdy Al-Walid kazał się jej rozwieść i poślubił ją jako kalif, oraz poświęcona piciu wina poezja bachiczna. Al-Walid "jest wyraźnie zwiastunem nowej epoki w poezji arabskiej. Jego utwory nie mają nic wspólnego z dawną tradycją beduińską, w pełni natomiast tkwią w nurcie nowej poezji abbasydzkiej – muhdas".